# 燕山区
燕山区（えんざん-く）は中華人民共和国北京市にかつて存在した市轄区。
1974年に房山県より石油化工区弁事処が分割設置され、1980年に燕山区に改編された。1986年に廃止となり、管轄権地域は房山区（同年県より区に改編）に統合されている。現在は房山区の燕山弁事処に改称した。
| 前の行政区画 房山県 | 北京市の歴史的地名 1980年 - 1986年 | 次の行政区画 房山区 |